# This Ain’t Supernatural XXX
This Ain’t Supernatural XXX ist eine Porno-Parodie aus dem Jahr 2014 über die Fernsehserie Supernatural.

## Inhalt
Die Brüder Sam und Dean sowie der Engel Castiel landen in einem Paralleluniversum, wo sie Pornodarsteller sind.

### Szenen
- Szene 1. Vicki Chase, Marco Banderas
- Szene 2. Jeanie Marie Sullivan, Scott Lyons
- Szene 3. Romi Rain, Romeo Price
- Szene 4. Mia Li, Chad White
- Szene 5. Christie Stevens, Richie Calhoun

## Produktion und Veröffentlichung
Der Film wurde von Hustler Video produziert und wird auch davon vermarktet. Die Regie und das Drehbuch übernahm Will Ryder. Die Erstveröffentlichung fand am 31. Oktober 2014 in den Vereinigten Staaten statt.

## Nominierungen
AVN Awards, 2016
- Nominee: Best Director: Parody, Will Ryder
- Nominee: Best Parody